# 列日路 (巴黎)
列日路（Rue de Liège）是巴黎第八区和第九区的一条街道，始于克利希路（rue de Clichy）39号，止于欧洲广场（place de l'Europe）和圣彼得堡路（rue de Saint-Pétersbourg）2号。该路原名柏林路（Rue de Berlin），1914年更名为列日路。